# 伊莎贝尔·洛豪
伊莎贝尔·洛豪（德語：Isabel Lohau，1992年3月17日—），本名伊莎贝尔·赫特里克（德語：Isabel Herttrich），德國女子羽毛球運動員。

## 簡歷
2011年7月，赫特里克代表德国队参加芬兰万塔举办的歐洲青年羽毛球錦標賽，在率先進行的混合团体赛中，德国队取得金牌；而在女打賽事中，与因肯·威内费尔德以1比2 （22-20、14-21、18-21）不敌丹麦的梅蒂·波尔森/Ditte Strung Larsen；混双方面，与麦克斯·施文格尔则以0比2 （23-25、14-21）不敌丹麦的金·阿斯特鲁普·索伦森/萊恩·杰克斯菲德，赢得两项双打季军。
2012年1月，赫特里克与麦克斯·施文格尔出戰愛沙尼亞羽毛球國際賽，在準决赛中以0比2 （9-21、9-21）不敌赛会5号种子、荷兰的戴夫·胡达巴克什/塞莱娜·皮克。同年3月，她与麦克斯·施文格尔出戰克羅地亞羽毛球國際賽，在準决赛中以0比2 （17-21、15-21）不敌赛会头号种子、克罗埃西亚的兹沃尼米尔·杜尔金雅克/斯塔萨·博萨诺维奇。同期3月，她与麦克斯·施文格尔出戰羅馬尼亞羽毛球國際賽，在準决赛中以0比2 （21-23、16-21）不敌印尼的伊迪·苏巴蒂亚/梅拉蒂·达伊瓦·奥克塔维亚尼。同年4月，她分别与因肯·威内费尔德以及麦克斯·施文格尔出戰法國羽毛球國際賽；在女双中以1比2 （21-17、16-21、17-21）不敌丹麦的路易丝·汉森/蒂内·克鲁斯；而混双方面以1比2 （20-22、21-8、18-21）不敌马来西亚的方威捷/鄒美君。5月中，她分别与因肯·威内费尔德以及托比亞斯·瓦登卡出戰斯洛文尼亞羽毛球國際賽；在女双中以2比1 （21-14、13-21、21-17）力克赛会头号种子、威尔士的莎拉·托马斯/卡丽莎·特纳，首次赢得了国际赛的女双冠军。10月，她与彼得·卡斯巴尔出戰保加利亞羽毛球國際賽，在决赛中以0比2 （9-21、13-21）不敌赛会头号种子、同胞的麦克·福克斯/比尔吉德·迈克斯。10月尾，她分别与卡拉·尼尔特/彼得·卡斯巴尔出戰瑞士羽毛球國際賽；在女双中以0比2 （15-21、21-15、21-23）不敌英格兰的希瑟·奥利弗/凯特·罗伯特肖。
2013年1月，赫特里克与彼得·卡斯巴尔出戰瑞典斯德哥爾摩羽毛球國際賽，以2比0 （21-17、21-14）力挫荷兰的耶勒·马斯/伊里斯·塔博林，首次赢得了国际赛的混双冠军。同年7月，她分别与卡拉·尼尔特以及彼得·卡斯巴尔出戰白夜羽毛球賽；在女双中以2比0 （22-20、21-12）击败了赛会头号种子、法国的奥德丽·方丹/埃米莉·拉菲尔；而混双方面以2比0 （24-22、21-15）力克俄罗斯的谢尔盖·舒米尔金/维多利亚·沃罗比娃，赢得了两项冠军成为了双冠王。接着8月，赫特里克參加中华人民共和国廣州舉行的世界羽毛球錦標賽，在比賽首日，她先與彼得·卡斯巴尔出戰混合雙打項目，首圈就以0比2（14-21、15-21）負於馬來西亞的王健國/林芸如出局；後再與卡拉·尼尔特出戰女子雙打項目，也在首圈以1比2（21-19、13-21、18-21）不敵保加利亞的加夫列拉·斯托伊娃/斯蒂法尼·斯托伊娃出局，完成所有賽事。
2014年1月，赫特里克与彼得·卡斯巴尔出戰瑞典羽毛球大師賽，在决赛中以1比2 （21-16、7-21、18-21）不敌赛会头号种子、苏格兰的罗伯·布莱尔/伊莫金·班克尔。同年11月，她与彼得·卡斯巴尔出戰蘇格蘭羽毛球大獎賽，在準决赛中以1比2 （21-17、15-21、14-21）不敌赛会头号种子、苏格兰的罗伯·布莱尔/伊莫金·班克尔。同年12月，她与彼得·卡斯巴尔出戰愛爾蘭羽毛球公開賽，在决赛中以0比2 （10-21、18-21）不敌赛会2号种子、丹麦的尼克拉斯·诺尔/萨拉·蒂格森。同期12月，她与彼得·卡斯巴尔出戰美國羽毛球大獎賽，在决赛中以2比0 （21-12、21-14）击败了美国的舒之顥/李意恒，首次赢得大奖赛的混双冠军。
2015年7月，赫特里克代表德國杜伊斯堡-埃森大学出戰韓國光州市舉行的世界大學生運動會羽毛球比賽。
2015年8月，赫特里克參加印尼雅加達舉行的世界羽毛球錦標賽，與比尔吉德·迈克斯合作出戰女子雙打項目，首圈就以1比2（21-16、15-21、14-21）不敵印度的普拉迪亚·加德雷/斯基·雷迪出局。
随后9月，赫特里克与比尔吉德·迈克斯出戰比利時羽毛球國際賽，在準决赛中以0比2 (18-21、21-23）不敌马来西亚的鍾慧琪/葉錚雯。同年9月，她分别与比尔吉德·迈克斯以及马克·拉姆斯富斯出戰布拉格羽毛球公開賽；在女双中以2比0 （21-13、21-9）轻取法国的玛丽·巴托梅内/埃米莉·拉菲尔；而混双方面以1比2 （21-19、12-21、14-21）不敌赛会头号种子、同胞的麦克·福克斯/比尔吉德·迈克斯。接着11月，她分别与比尔吉德·迈克斯以及马克·拉姆斯富斯出戰蘇格蘭羽毛球大獎賽；在女双中以1比2 （21-17、10-21、10-21）不敌日本的福島由紀/廣田彩花；而混双方面以1比2 （18-21、21-18、8-21）不敌赛会3号种子、法国的罗南·拉巴尔/埃米莉·拉菲尔。同年12月，她与比尔吉德·迈克斯出戰美國羽毛球國際賽，在準决赛中以0比2 （13-21、12-21）不敌赛会头号种子、泰国的普蒂塔·素帕猜恭/沙西丽·德拉达那猜。同年12月，她与比尔吉德·迈克斯出戰美國羽毛球大獎賽，在準决赛中以0比2 （7-21、9-21）不敌韩国的張藝娜/李紹希。
2017年2月，赫特里克与卡拉·尼尔特出戰德國羽毛球黃金大獎賽，在女双準决赛以0比2（19-21、10-21）不敌总决赛亚军、日本的福島由紀/廣田彩花。同年3月，她分别与卡拉·尼尔特以及马克·拉姆斯富斯出戰奧爾良羽毛球國際挑戰賽，在女双準決賽以0比2（21-23、12-21）不敌日本的久後明日美/橫山惠；而混双决赛以2比0（21-9、21-15）击败了赛会3号种子、中華台北的張課琦/張莘恬，赢得冠军。同年7月，她分别与琳达·埃弗勒以及馬克·拉姆斯富斯出戰白夜羽毛球賽，在女双準決賽
以0比2（20-22、18-21）不敌赛会头号种子、俄罗斯的安娜斯塔西亞·切爾維亞科娃/奧爾佳·莫羅佐娃；而混双决赛以1比2（21-18、16-21、15-21）不敌赛会7号种子、德国的馬文·埃米爾·塞德爾/琳達·埃弗勒，赢得亚军。之后8月，她參加苏格兰格拉斯哥舉行的世界羽毛球錦標賽，她和马克·拉姆斯富斯出戰混合双打項目。首圈以2比1 （21-10、16-21、21-15）拿下英格兰的格雷戈里·梅尔斯/珍妮·穆尔。在次圈以0比2（12-21、8-21）不敌赛会6号种子丹麦头号组合、约金·费舍尔·尼尔森 /克里斯汀娜·彼德森，32强止步。
2018年2月，赫特里克与马克·拉姆斯富斯出戰瑞士羽毛球公開賽，在混双决赛以2比0（22-20、21-19）击败了赛会7号种子、英格兰的马库斯·埃利斯/劳伦·史密斯，赢得超级300赛的冠军。同年4月，她与马克·拉姆斯富斯参加西班牙韦尔瓦举办的歐洲羽毛球錦標賽，在混双準决赛以1比2（17-21、21-15、23-25）不敌赛会头号种子、英格兰的克里斯·爱德考克/加布里·爱德考克，赢季军。同年6月，她与马克·拉姆斯富斯出戰美國羽毛球公開賽，在混双準决赛以0比2（16-21、14-21）不敌赛会5号种子、奥运亚军的陳炳順/吳柳螢。

## 主要比賽成績
只列出曾進入準決賽的國際賽事成績：
| 年份   | 賽事                       | 公開賽級別 | 項目     | 拍檔            | 成績   |
| ------ | -------------------------- | ---------- | -------- | --------------- | ------ |
| 2009年 | 歐洲青年羽毛球錦標賽       | 其他       | 混合團體 | －              | 準決賽 |
| 2010年 | 世界青年羽毛球錦標賽       | 其他       | 混合雙打 | 麦克斯·施文格尔 | 準決賽 |
| 2011年 | 歐洲青年羽毛球錦標賽       | 其他       | 混合團體 | －              | 冠軍   |
| 2011年 | 歐洲青年羽毛球錦標賽       | 其他       | 女子雙打 | 因肯·威内费尔德 | 準決賽 |
| 2011年 | 歐洲青年羽毛球錦標賽       | 其他       | 混合雙打 | 麦克斯·施文格尔 | 準決賽 |
| 2012年 | 愛沙尼亞羽毛球國際賽       | 國際系列賽 | 混合雙打 | 麦克斯·施文格尔 | 準決賽 |
| 2012年 | 克羅地亞羽毛球國際賽       | 國際系列賽 | 混合雙打 | 麦克斯·施文格尔 | 準決賽 |
| 2012年 | 羅馬尼亞羽毛球國際賽       | 國際系列賽 | 混合雙打 | 麦克斯·施文格尔 | 準決賽 |
| 2012年 | 法國羽毛球國際賽           | 國際系列賽 | 女子雙打 | 因肯·威内费尔德 | 準決賽 |
| 2012年 | 法國羽毛球國際賽           | 國際系列賽 | 混合雙打 | 麦克斯·施文格尔 | 準決賽 |
| 2012年 | 斯洛文尼亞羽毛球國際賽     | 國際系列賽 | 女子雙打 | 因肯·威内费尔德 | 冠軍   |
| 2012年 | 斯洛文尼亞羽毛球國際賽     | 國際系列賽 | 混合雙打 | 托比亞斯·瓦登卡 | 準決賽 |
| 2012年 | 保加利亞羽毛球國際賽       | 國際挑戰賽 | 混合雙打 | 彼得·卡斯巴尔   | 亞軍   |
| 2012年 | 瑞士羽毛球國際賽           | 國際挑戰賽 | 女子雙打 | 卡拉·尼尔特     | 亞軍   |
| 2012年 | 瑞士羽毛球國際賽           | 國際挑戰賽 | 混合雙打 | 彼得·卡斯巴尔   | 冠軍   |
| 2013年 | 瑞典斯德哥爾摩羽毛球國際賽 | 國際挑戰賽 | 混合雙打 | 彼得·卡斯巴尔   | 冠軍   |
| 2013年 | 白夜羽毛球賽               | 國際挑戰賽 | 女子雙打 | 卡拉·尼尔特     | 冠軍   |
| 2013年 | 白夜羽毛球賽               | 國際挑戰賽 | 混合雙打 | 彼得·卡斯巴尔   | 冠軍   |
| 2014年 | 瑞典羽毛球大師賽           | 國際挑戰賽 | 混合雙打 | 彼得·卡斯巴尔   | 亞軍   |
| 2014年 | 歐洲女子羽毛球團體錦標賽   | 其他       | 女子團體 | －              | 季軍   |
| 2014年 | 蘇格蘭羽毛球大獎賽         | 大獎賽     | 混合雙打 | 彼得·卡斯巴尔   | 準決賽 |
| 2014年 | 愛爾蘭羽毛球公開賽         | 國際挑戰賽 | 混合雙打 | 彼得·卡斯巴尔   | 亞軍   |
| 2014年 | 美國羽毛球大獎賽           | 大獎賽     | 混合雙打 | 彼得·卡斯巴尔   | 冠軍   |
| 2015年 | 比利時羽毛球國際賽         | 國際挑戰賽 | 女子雙打 | 比尔吉德·迈克斯 | 準決賽 |
| 2015年 | 布拉格羽毛球公開賽         | 國際挑戰賽 | 女子雙打 | 比尔吉德·迈克斯 | 冠軍   |
| 2015年 | 布拉格羽毛球公開賽         | 國際挑戰賽 | 混合雙打 | 马克·拉姆斯富斯 | 準決賽 |
| 2015年 | 蘇格蘭羽毛球大獎賽         | 大獎賽     | 女子雙打 | 比尔吉德·迈克斯 | 準決賽 |
| 2015年 | 蘇格蘭羽毛球大獎賽         | 大獎賽     | 混合雙打 | 马克·拉姆斯富斯 | 準決賽 |
| 2015年 | 美國羽毛球國際賽           | 國際挑戰賽 | 女子雙打 | 比尔吉德·迈克斯 | 準決賽 |
| 2015年 | 美國羽毛球大獎賽           | 大獎賽     | 女子雙打 | 比尔吉德·迈克斯 | 準決賽 |
| 2016年 | 歐洲女子羽毛球團體錦標賽   | 其他       | 女子團體 | －              | 季軍   |
| 2017年 | 歐洲羽毛球混合團體錦標賽   | 其他       | 混合團體 | －              | 季軍   |
| 2017年 | 德國羽毛球黃金大獎賽       | 黃金大獎賽 | 女子雙打 | 卡拉·尼尔特     | 準決賽 |
| 2017年 | 奧爾良羽毛球國際挑戰賽     | 國際挑戰賽 | 女子雙打 | 卡拉·尼尔特     | 準決賽 |
| 2017年 | 奧爾良羽毛球國際挑戰賽     | 國際挑戰賽 | 混合雙打 | 马克·拉姆斯富斯 | 冠軍   |
| 2017年 | 白夜羽毛球賽               | 國際挑戰賽 | 女子雙打 | 琳达·埃弗勒     | 準決賽 |
| 2017年 | 白夜羽毛球賽               | 國際挑戰賽 | 混合雙打 | 馬克·拉姆斯富斯 | 亞軍   |
| 2018年 | 歐洲羽毛球女子團體錦標賽   | 其他       | 女子團體 | －              | 亞軍   |
| 2018年 | 瑞士羽毛球公開賽           | 超級300賽  | 混合雙打 | 马克·拉姆斯富斯 | 冠軍   |
| 2018年 | 歐洲羽毛球錦標賽           | 其他       | 混合雙打 | 马克·拉姆斯富斯 | 季軍   |
| 2018年 | 美國羽毛球公開賽           | 超級300賽  | 混合雙打 | 马克·拉姆斯富斯 | 準決賽 |
| 2018年 | 加拿大羽毛球公開賽         | 超級100賽  | 女子雙打 | 卡拉·尼尔特     | 亞軍   |
| 2018年 | 加拿大羽毛球公開賽         | 超級100賽  | 混合雙打 | 马克·拉姆斯富斯 | 亞軍   |
| 2018年 | 新加坡羽毛球公開賽         | 超級500賽  | 女子雙打 | 卡拉·尼尔特     | 準決賽 |
| 2018年 | 蘇格蘭羽毛球公開賽         | 超級100賽  | 混合雙打 | 马克·拉姆斯富斯 | 準決賽 |
| 2019年 | 歐洲羽毛球混合團體錦標賽   | 其他       | 混合團體 | －              | 亞軍   |
| 2019年 | 阿塞拜疆羽毛球國際賽       | 國際挑戰賽 | 混合雙打 | 马克·拉姆斯富斯 | 亞軍   |
| 2019年 | 荷蘭羽毛球公開賽           | 超級100賽  | 女子雙打 | 琳达·埃弗勒     | 準決賽 |
| 2019年 | 薩洛盧羽毛球公開賽         | 超級100賽  | 女子雙打 | 琳达·埃弗勒     | 準決賽 |
| 2019年 | 賽義德·莫迪羽毛球國際賽    | 超級300賽  | 混合雙打 | 马克·拉姆斯富斯 | 準決賽 |
| 2019年 | 賽義德·莫迪羽毛球國際賽    | 超級300賽  | 女子雙打 | 琳达·埃弗勒     | 準決賽 |
| 2020年 | 歐洲羽毛球男女子團體錦標賽 | 其他       | 女子團體 | －              | 亞軍   |
| 2020年 | 丹麥羽毛球公開賽           | 超級750賽  | 混合雙打 | 馬克·拉姆斯富斯 | 冠軍   |
| 2020年 | 薩洛盧羽毛球公開賽         | 超級100賽  | 混合雙打 | 馬克·拉姆斯富斯 | 亞軍   |
| 2021年 | 歐洲羽毛球混合團體錦標賽   | 其他       | 混合團體 | －              | 季軍   |
| 2021年 | 歐洲羽毛球錦標賽           | 其他       | 混合雙打 | 馬克·拉姆斯富斯 | 季軍   |
| 2022年 | 瑞士羽毛球公開賽           | 超級300賽  | 女子雙打 | 琳达·埃弗勒     | 亞軍   |
| 2022年 | 瑞士羽毛球公開賽           | 超級300賽  | 混合雙打 | 马克·拉姆斯富斯 | 冠軍   |
| 2022年 | 歐洲羽毛球錦標賽           | 其他       | 女子雙打 | 琳达·埃弗勒     | 亞軍   |
| 2022年 | 歐洲羽毛球錦標賽           | 其他       | 混合雙打 | 马克·拉姆斯富斯 | 冠軍   |
| 2022年 | 世界羽毛球錦標賽           | 其他       | 混合雙打 | 馬克·拉姆斯富斯 | 季軍   |
| 2022年 | 法國羽毛球公開賽           | 超級750賽  | 混合雙打 | 馬克·拉姆斯富斯 | 準決賽 |
| 2022年 | 威爾斯羽毛球國際賽         | 國際挑戰賽 | 混合雙打 | 馬克·拉姆斯富斯 | 亞軍   |
| 2023年 | 歐洲羽毛球混合團體錦標賽   | 其他       | 混合團體 | －              | 季軍   |
| 2023年 | 歐洲運動會羽毛球比賽       | 其他       | 女子雙打 | 琳达·埃弗勒     | 銅牌   |
| 2023年 | 賽義德·莫迪羽毛球國際賽    | 超級300賽  | 混合雙打 | 马克·拉姆斯富斯 | 準決賽 |
| 2024年 | 美國羽球公開賽             | 超級300賽  | 混合雙打 | 扬·科林·福尔克  | 準決賽 |

| 2007-2017年 | 首要超級賽 | 超級賽 | 黃金大獎賽 | 大獎賽 | 國際挑戰賽 | 國際系列賽 | 未來系列賽 | 其他 |

| 2018-2026年 | 總決賽 | 超級1000賽 | 超級750賽 | 超級500賽 | 超級300賽 | 超級100賽 | 國際挑戰賽 | 國際系列賽 | 未來系列賽 | 其他 |

### 奧運會和世錦賽參賽紀錄
|          | 搭檔            | 2013 | 2014 | 2015 | 2016 | 2017 | 2018 | 2019 | 2020       | 2021 | 2022 | 2023 |
| -------- | --------------- | ---- | ---- | ---- | ---- | ---- | ---- | ---- | ---------- | ---- | ---- | ---- |
| 女子雙打 | 卡拉·尼尔特     | 64強 | 32強 | －   | －   | 32強 | 32強 | －   | －         | －   | －   | －   |
| 女子雙打 | 比尔吉德·迈克斯 | －   | －   | 64強 | －   | －   | －   | －   | －         | －   | －   | －   |
| 女子雙打 | 琳達·埃弗勒     | －   | －   | －   | －   | －   | －   | 32強 | －         | 64強 | 64強 | 64強 |
|          |                 |      |      |      |      |      |      |      |            |      |      |      |
| 混合雙打 | 彼得·卡斯巴尔   | 64強 | 64強 | －   | －   | －   | －   | －   | －         | －   | －   | －   |
| 混合雙打 | 马克·拉姆斯富斯 | －   | －   | －   | －   | 32強 | 32強 | 32強 | 小組第三名 | 8強  | 季軍 | 32強 |

## 主要對賽紀錄
赫特里克與主要對手的對賽成績如下（只列出對賽二次或以上對手，截至2018年7月19日）：
混雙 - 马克·拉姆斯富斯
| 對手                                 | 對賽次數 | 對賽結果 | 對賽結果 | 總計 |
| 對手                                 | 對賽次數 | 勝       | 負       | 總計 |
| ------------------------------------ | -------- | -------- | -------- | ---- |
| 雅高·阿伦斯 塞莱娜·皮克              | 3        | 3        | 0        | +3   |
| 普拉文·乔丹 戴比·苏珊托              | 3        | 1        | 2        | -1   |
| 叶卡捷琳娜·博洛托娃 罗季翁·卡尔加夫  | 2        | 2        | 0        | +2   |
| 張課琦 張莘恬                        | 2        | 2        | 0        | +2   |
| 鲁恺 陈露                            | 2        | 2        | 0        | +2   |
| 博丁·伊沙拉 沙威丽·阿米达拜          | 2        | 2        | 0        | +2   |
| 鲁宾·吉尔 伊里斯·塔博林              | 2        | 1        | 1        | 0    |
| 马库斯·埃利斯 劳伦·史密斯            | 2        | 1        | 1        | 0    |
| 罗伯特·马特斯亚克 娜蒂斯达·希尔巴    | 2        | 1        | 1        | 0    |
| 尼克拉斯·诺尔 萨拉·蒂格森            | 2        | 1        | 1        | 0    |
| 约金·费舍尔·尼尔森 克里斯汀娜·彼德森 | 2        | 0        | 2        | -2   |
| 通托维·艾哈迈德 利利亚纳·纳西尔      | 2        | 0        | 2        | -2   |
| 陳炳順 吳柳螢                        | 2        | 0        | 2        | -2   |
| 德差蓬·保乌拉努科 沙西丽·德拉达那猜  | 2        | 0        | 2        | -2   |